# Urologia

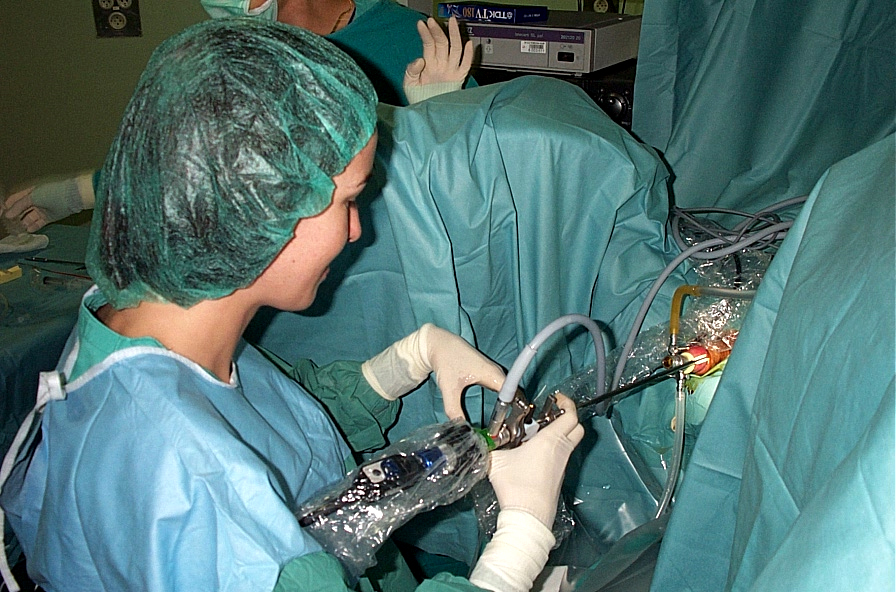
Urologia

Urologia é uma especialidade cirúrgica da medicina que trata do trato urinário de homens e de mulheres e do sistema reprodutor das pessoas do sexo masculino. Os médicos que possuem especialização nesta área são os urologistas, sendo treinados para diagnosticar, tratar e acompanhar pacientes com distúrbios urológicos. Os órgãos estudados pelos urologistas incluem os rins, ureteres, bexiga urinária, uretra e os órgãos do sistema reprodutor masculino (testículos, epidídimos, ducto deferente, vesículas seminais, próstata e pênis). As adrenais acabaram entrando na especialidade devido ao aspecto cirúrgico das doenças tumorais das supra-renais. Quando tem indicação cirúrgica de tumor de supra-renal o endocrinologista encaminha para o urologista.
Nos homens, o sistema urinário está integrado com o sistema reprodutor, ao passo que nas mulheres o trato urinário se abre na vulva. Em ambos os sexos, os tratos urinário e reprodutor estão próximos, o que faz com que os distúrbios de um trato geralmente afetem o outro. A urologia combina o acompanhamento de condições não-cirúrgicas como, por exemplo, infecções do trato urinário, e de condições cirúrgicas, como a correção de anomalias congênitas e o tratamento cirúrgico de cânceres. Estas anomalias na região genital são conhecidas como distúrbios geniturinários.
A urologia está relacionada às áreas médicas da nefrologia, andrologia, ginecologia, proctologia e oncologia.